# VCard
vCard（英語: Virtual Contact File 頭字語 VCF）は電子名刺用のファイル形式である。電子データの交換 に使えることから電子メールに添付したり、MMS（マルチメディアメッセージングサービス）やIM（インスタントメッセージ）、NFCに使うほか、QRコードに加工して送信できる。名刺としての記載事項には、名前と住所のほかに電話番号、電子メールアドレス、URL、ロゴ、写真、オーディオクリップなども含められる。
vCardは、スマートフォン、PDA（携帯情報端末）、PIM（個人情報マネージャー）、CRM（顧客関係管理）などでデータ交換形式として使用される。
これらのデータ交換アプリケーションを成立させるには他の「vCardバリアント」が使用され、それぞれの特定分野（XML表現、JSON表現、またはWebページ）ごとに「バリアント標準」として提案されている。vCardの拡張であるvCardPlusは、プロフィール写真、地図の場所、その他の情報とともに、すべての基本情報を含むカスタマイズされたランディングページを利用する。 スマートフォンの連絡先ファイルとして保存することもできる。

## 概要
vCardは1995年、Apple、AT&T Technologies（のちのルーセント・テクノロジー）、IBM、シーメンスによって設立されたVersitコンソーシアムによって提唱された。1996年12月には規格の策定権はインターネットメールコンソーシアムへと移った。vCardの付属規格であるvCalenderはのちにiCalendarへと拡張された。vCalendarとiCalendarは相互に互換性を持つこととなっている。
vCard バージョン2.1は広く電子メールクライアントに採用されている。バージョン3.0はRFC 2425およびRFC 2426の準標準化提案となっている。vCardの拡張子は「.vcf」である。
hCardマイクロフォーマットではWebページにvCardのデータを埋め込むことを可能としている。それはFirefoxのOperatorなど、ブラウザの拡張機能で実現される。またhCardとvCardは相互に変換可能で互換性を持つこととなっている。
XML vCardフォーマットはXMPP標準化財団によって定義されており、XMPPおよびLight-Weight Identityなどの技術で利用される。W3Cは、vCardのRDFベースの符号化に関する注釈を公表している。
BluetoothによるvCardの送信は幅広い互換性を持つが、デバイス間の照合を要しないので、匿名メッセージを送信するための標準として利用されることもある。
アプリケーションによってvCard実装内容は異なっている。macOSの連絡先では、1つのvcfファイル中にすべての連絡先を収める形となっているが、Microsoft Outlookでは、1つのファイルに1件の連絡先を収めるようになっている。LinuxのKDE Kontactアプリケーションでは、1つのファイルに1件ごとと複数件の両方、インポート（入力）とエクスポート（出力）が出来るようになっている。

## サンプル
vCardの内容は次のようなプレーンテキストとなっている。
```
BEGIN:VCARD
VERSION:2.1
N:Gump;Forrest
FN:Forrest Gump
ORG:Gump Shrimp Co.
TITLE:Shrimp Man
TEL;WORK;VOICE:(111) 555-1212
TEL;HOME;VOICE:(404) 555-1212
ADR;WORK:;;100 Waters Edge;Baytown;LA;30314;United States of America
LABEL;WORK;ENCODING=QUOTED-PRINTABLE:100 Waters Edge=0D=0ABaytown, LA 30314=0D=0AUnited  States of America
ADR;HOME:;;42 Plantation St.;Baytown;LA;30314;United States of America
LABEL;HOME;ENCODING=QUOTED-PRINTABLE:42 Plantation St.=0D=0ABaytown, LA 30314=0D=0AUnited  States of America
EMAIL;PREF;INTERNET:forrestgump@walladalla.com
REV:20080424T195243Z
END:VCARD
```